# Langur de l'Estat Shan
El langur de l'Estat Shan (Trachypithecus melamera) és una espècie de primat de la família dels cercopitècids. Viu a l'est de Myanmar i el sud-oest de la Xina, entre els rius Irauadi i Salween. Té les mans i els peus de color negre. Té una llargada de cap a gropa de 50–60 cm i un pes de 7–8 kg. Els mascles són una mica més grossos que les femelles. Anteriorment era considerat una subespècie del langur de Phayre (T. phayrei). És considerat una espècie amenaçada, tot i que convé tornar a avaluar-ne l'estat de conservació.